# 國際都靈足球會
國際都靈足球俱樂部（義大利語：Internazionale Football Club Torino），簡稱國際都靈（Internazionale Torino），是19世紀末位於意大利都靈的足球俱樂部。該俱樂部於1891年由兩支球隊合併成立，為意大利第三家專注於足球運動的組織。

## 歷史淵源
在國際都靈成立前，都靈已有兩支綜合運動俱樂部從事足球運動：
- 都靈板球與足球俱樂部（Torino Football and Cricket Club）：1887年由埃多阿爾多·博西奧（Edoardo Bosio）創立，其曾於英國紡織業工作並將足球引入意大利，採用紅黑相間條紋球衣[1]。
- 貴族都靈（Nobili Torino）：1889年成立，成員包含阿布魯齊公爵路易吉·阿梅迪奧與FIGC未來主席阿方索·費雷羅·迪·文蒂米利亞（Alfonso Ferrero di Ventimiglia），球衣為琥珀黑條紋[2]。

1891年兩隊合併為國際都靈，沿用貴族都靈的琥珀黑條紋球衣。

### 意大利足球錦標賽
1898年與熱那亞、FBC托里內塞及都靈體操共同參與首屆意大利足球錦標賽。在都靈翁贝托一世自行车馆舉行的首場正式比賽中，國際都靈以1-0擊敗FBC托里內塞，決賽與熱那亞1-1戰平後進入加時賽，最終以1-3落敗獲得亞軍。
1899年賽季於阿爾米廣場球場（Campo Piazza d’Armi）以2-0淘汰都靈體操，再度晉級決賽對陣熱那亞。4月16日在熱那亞蓬特卡雷加球場（Ponte Carrega）以1-3失利，球員阿爾伯特·韋伯（Albert Weber）為國際都靈攻入唯一進球。
1900年俱樂部與FBC托里內塞合併，新球隊沿用「托里內塞」名稱。

## 榮譽
- 意大利足球錦標賽
  - 亞軍：1898、1899